# Федерико Сбоарина
Федерико Сбоарина (итал. Federico Sboarina; 10 января 1971, Верона) - итальянский политик и адвокат, занимал должность мэра города Вероны с 27 июня 2017 по 27 июня 2022 годы.

## Биография
Сбоарина окончил Юридический факультет Трентского университета. На протяжении двух лет являлся президентом веронского отделения судебной ассоциации "Итальянская Группа Судебной Инициативы".

### Политическая карьера
В 2002 году Сбоарина впервые стал членом Городской Администрации и был утвержден в 2007 году. С 2007 был назначен Главой городского Департамента экологии и природы, спорта и свободного времени и занимал эту должность до 2012 года. В 2012 году во время административных выборов баллотировался в Городскую Администрацию от партии "Народ Свободы", но не был избран.
Вновь баллотировался в 2017 году, на сей раз на должность мэра города. Являлся кандидатом от правоцентристских сил (Вперёд, Италия!, Лига Севера, Братья Италии, Партия пенсионеров). Был избран 27 июня (58.11%, 46 962 голосов).